# Lycosoides
Lycosoides là một chi nhện trong họ Agelenidae.